# Ochman
Krystian Jan Ochman (Melrose, Estados Unidos, 19 de julho de 1999), conhecida simplesmente como Ochman, é um cantor e compositor polaco-norte-americano que representou a Polónia no Festival Eurovisão da Canção 2022. Tornou-se mais conhecido por vencer a 11ª edição do The Voice of Poland.

## Discografia

### Álbuns
- Ochman (2021)

### Singles
- "Światłocienie" (2020)
- "Wielkie tytuły" (2021)
- "Wspomienie" (2021)
- "Prometeusz" (2021)
- "Ten sam ja" (2021)
- "Złodzieje wyobraźni" (2021)
- "River" (2022)